# La Fillette au volant
La Fillette au volant ou La Fillette jouant au volant est un tableau du peintre français Jean Siméon Chardin. Il est réalisé à l'huile sur toile, et mesure 82 × 66 cm. Il a été peint vers 1737 et est conservé au musée des Offices de Florence,  sous le titre Fanciulla che gioca au volano (« Fillette qui joue au volant »). 

## Description
Il s'agit d'une peinture de genre, représentant une scène domestique, qui dénote l'influence flamande. Le tableau montre une fillette absorbée dans son monde de jeux. Dans ce sens, il reflète l'intérêt du XVIIIe siècle pour le monde enfantin, comme on le voit dans les œuvres de Jean-Jacques Rousseau.
La fillette tient le volant et sa raquette et reste imperméable à tout ce qui l'entoure. L'artiste n'a pas essayé de donner une sensation de mouvement. L'enfant est complètement immobile, le regard fixe, posant son regard concentré sur l'objet, mais n'en perd pour autant pas son naturel. Elle pose pour Jean Siméon et son attitude trahit presque la surveillance dont elle fait l'objet. Cela donne à cette œuvre toute sa délicatesse.
De même que dans L'Enfant au toton, Chardin illustre ici : « La beauté et le naturel sont une seule et même chose. Il n'est donc que trop logique que la fillette ne fasse pas la coquette et ne cherche nullement à attirer l'attention en jetant un regard hors du tableau, mais qu'elle reste confinée tout entière dans ce monde clos que nul ne peut troubler : le paradis perdu de l'enfance ».

## Histoire
Chardin expose le tableau au Salon du Louvre en 1737 , avec Une Femme tirant de l'eau à la fontaine, La Blanchisseuse de Stockholm et Le Château de cartes de Washington.
Ce tableau est le pendant d'un Garçon au château de cartes. Les deux œuvres ont été achetées ensemble par les Offices en 1951.